# Anoplistes jomudorum
Anoplistes jomudorum är en skalbaggsart som först beskrevs av Plavilstshikov 1940.  Anoplistes jomudorum ingår i släktet Anoplistes och familjen långhorningar. Inga underarter finns listade i Catalogue of Life.